# William Edwardes (1er baron Kensington)
William Edwardes, 1er baron Kensington (v.1711-13 décembre 1801) de Johnston Hall, Pembrokeshire, est un propriétaire britannique et un député.

## Biographie

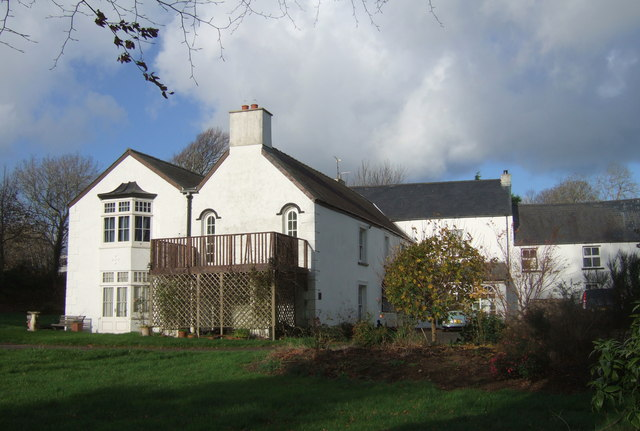
Johnston Hall, Pembrokeshire

Il est le deuxième fils survivant de Francis Edwardes, député de Haverfordwest, et d'Elizabeth Rich, fille unique de Robert Rich, 5e comte de Warwick et héritière de son neveu Edward Rich (7e comte de Warwick). La famille Edwardes possède de vastes terres dans le Pembrokeshire, le Carmarthenshire et le Cardiganshire et à la mort de son cousin le 7e comte en 1721 et de son frère aîné en 1738, William hérite des domaines supplémentaires de la famille Rich, qui comprenaient Holland House à Kensington. En 1776, il est créé baron Kensington dans la pairie d'Irlande. Il s'agit d'une renaissance de la baronnie détenue par les comtes de Warwick et de Holland qui a disparu à la mort du huitième et dernier comte en 1759.
Edwardes est élu à l'ancien siège de son père, Haverfordwest, en 1747, siège qu'il occupe jusqu'en 1801, avec une brève interruption entre 1784 et 1786.
Lord Kensington est décédé en 1801. Il épouse sa cousine Rachel, la fille d'Owen Edwardes de Trefgarn, et après sa mort en 1760, il se remarie avec Elizabeth Warren en 1762. Son fils unique William, lui succède comme baron et en tant que député de Haverfordwest. Lady Kensington est décédée en novembre 1814.